# 富士市立大淵第二小学校
富士市立大淵第二小学校（ふじしりつおおぶちだいにしょうがっこう）は、静岡県富士市にあった公立小学校。
校地面積17,899m2（うち校舎面積1,588m2、屋体面積659m2。

## 目標
学校教育目標
- 学び合い 自らを高める 大淵の子

重点目標
- やってみよう つながりを楽しもう

## 沿革
- 1904年 （明治37年）4月 - 大淵村立大淵尋常高等小学校大坂分教場 設立
- 1987年（昭和62年）新校舎完成
- 1988年（昭和63年）屋内運動場完成
- 1991年（平成3年）新プール完成
- 2023年 （令和5年）
  - 3月 - 統廃合のため閉校
  - 4月 - 富士市立大淵第一小学校に編入統合

## 進学先中学校
- 富士市立大淵中学校[4]